# Droga wojewódzka 692
Die Droga wojewódzka 692 (DW 692) ist eine 25 Kilometer lange Droga wojewódzka (Woiwodschaftsstraße) in der polnischen Woiwodschaft Podlachien, die Drohiczyn und Dziadkowice verbindet. Die Strecke liegt im Powiat Siemiatycki.

## Streckenverlauf
Woiwodschaft Podlachien, Powiat Siemiatycki
-  Drohiczyn (DK 62)
- Sytki
- Korzeniówka Duża
-  Skiwy Duże (DW 690)
- Malinowo
- Korzeniówka
-  Dziadkowice (DK 19)